# Nitroxinil
Nitroxinil is een anthelminthicum, een diergeneeskundig middel tegen parasitaire wormen bij schapen en runderen. De stof is werkzaam tegen de leverbot (Fasciola hepatica) en in mindere mate tegen draadwormen in het maag-darmkanaal. De ATCvet-code is QP52AG08. Merknamen zijn onder andere Fluconix, Dovenix en Trodax.
Nitroxinil wordt ook gebruikt tegen stammen van de rode lebmaagworm (Haemonchus contortus) die resistent tegen benzimidazolen geworden zijn.
De chemische structuur van nitroxinil is vergelijkbaar met die van de herbiciden ioxynil en bromoxynil: een fenolderivaat met een nitrilgroep en een of meerdere halogeenatomen (broom of jodium) op de benzeenring gesubstitueerd. Nitroxinil heeft ook nog een nitrogroep.
Nitroxinil is bijna niet oplosbaar in water. Het wordt gewoonlijk in de vorm van het wateroplosbare ethylglucaminezout subcutaan bij de dieren ingespoten. Het mag niet toegediend worden aan dieren die melk produceren voor menselijke consumptie.